# Trevír

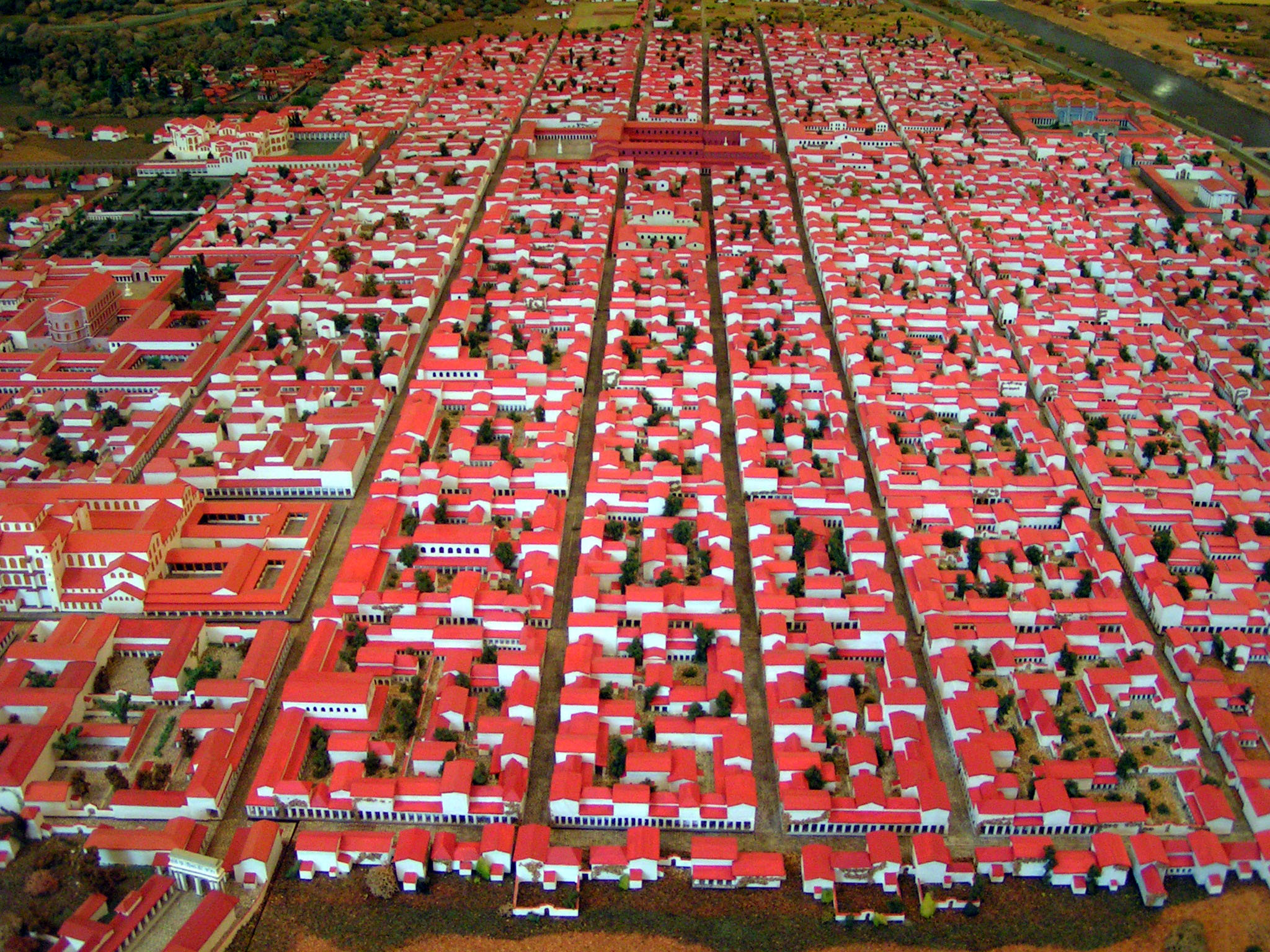
Model císařského města Augusta Treverorum ve 4. století n. l. (pohled od Porta Nigra)

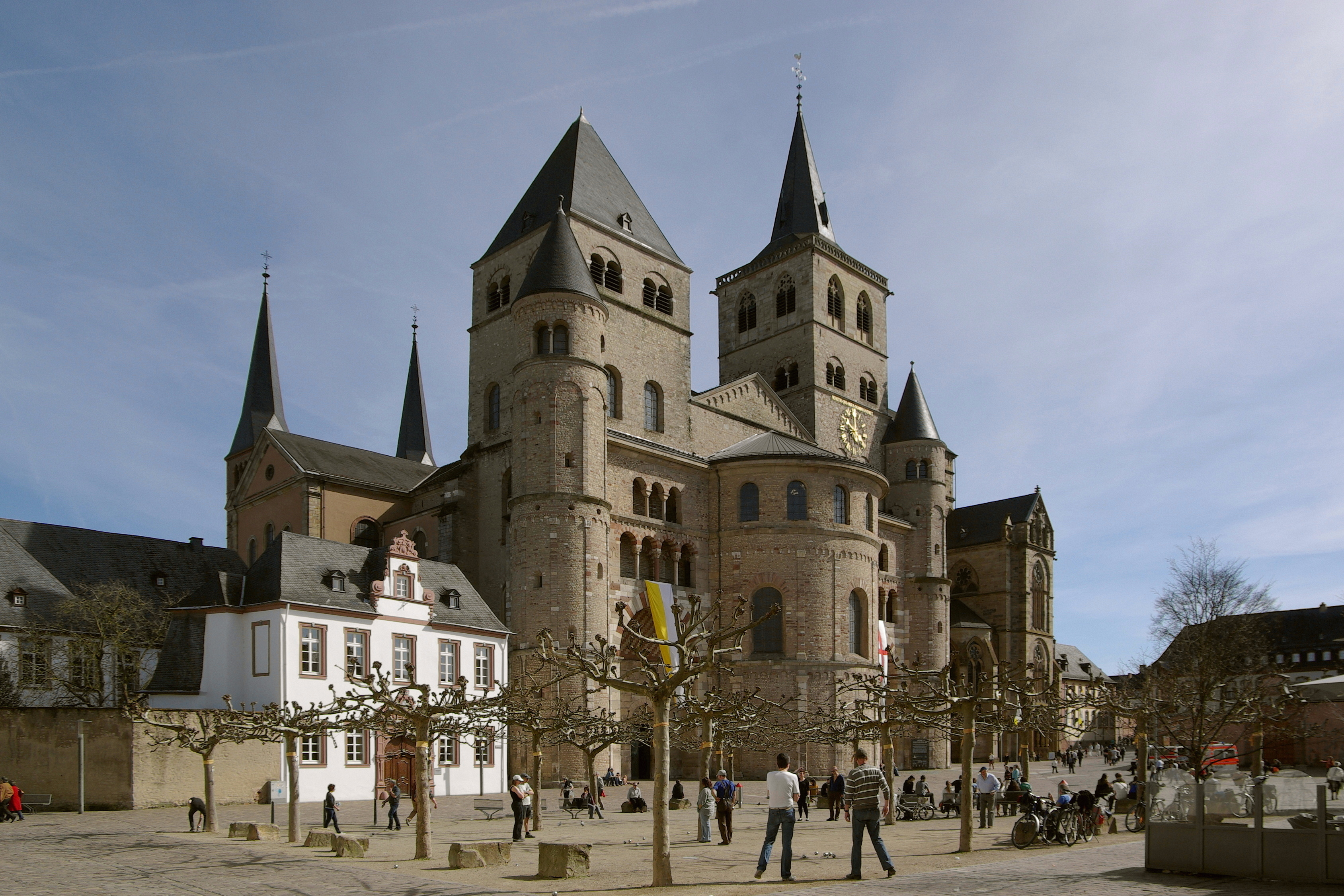
Katedrála sv. Petra

Trevír (německy Trier, francouzsky Trèves) je německé město s bohatou historií ve spolkové zemi Porýní-Falc, blízko hranice s Lucemburskem. Žije zde přibližně 113 tisíc obyvatel. Je považováno za městské sídlo v Německu s nejstarším založením a je sídlem univerzity, založené roku 1473. Místní římské památky, katedrála sv. Petra a kostel P. Marie jsou součástí světového dědictví UNESCO.

## Geografie
Trevír leží v rozšířené části údolí Mosely, větší část města leží na pravé straně řeky. Svahy porostlé lesy a částečně i vinohrady stoupají k plochým vrcholkům vrchoviny Hunsrück na jihu a na severu k vrchovině Eifel. Vzdálenost k hranicím Lucemburska je asi 15 km. Nejbližší větší města jsou Saarbrücken asi 80 km jihozápadně, Koblenz asi 100 km severovýchodně a Lucemburk asi 50 km západně od Trevíru.

## Historie
Podle archeologických vykopávek bylo místo osídleno už ve 3. tisíciletí př. n. l. a město patrně založili Keltové ve 4. století př. n. l. jako Treuorum.

### Římská říše
Trevír byl podle doložených zdrojů založen Římany v roce 16 př. n. l. s názvem Augusta Treverorum. Za císaře Claudia bylo k názvu města přidáno colonia.
Ve 2. polovině 3. století se Trevír stal sídelním městem biskupa; prvním biskupem byl Eucharius. Toto biskupství je nejstarší severně od Alp a vždy patřilo k nejvýznamnějším součástem církevní organizace v německých zemích. V letech 271 až 274 byl sídlem proticísaře Tetrica I. V roce 275 byl Trevír zničen vpádem Alamanů. Za Konstantina Velikého byl znovu postaven a stal se sídelním městem jedné ze čtyř prefektur Římské říše. V této době vznikly stavby jako císařské lázně a aula paláce (současná Konstantinova bazilika – Konstantisbasilika). S 80 až 100 tisíci obyvateli byl největším městem na sever od Alp.
Trevír byl dobyt Franky v roce 413 i v roce 421 a vypálen Huny v roce 451. Město se s konečnou platností dostalo pod správu Franků kolem roku 475.

### Středověk
Roku 870 se stal součástí Východofranské říše. Z počátku bylo město řízeno hrabětem, od roku 902, kdy přešla moc z hraběte na arcibiskupa bylo město řízeno fojtem. Arcibiskupové trevírští patřili k nejmocnějším východofranským feudálům a byli také kurfiřty. Od 10. století se Trevír snažil dostat pod správu říše. Roku 1212 obdrželo město od císaře Oty IV. uvolňovací dopis, který byl potvrzen Konrádem IV. Roku 1309 se Trevír opět dostal pod jurisdikci arcibiskupa, kterým tehdy byl mocný Balduin Lucemburský. Status arcibiskupského města byl roku 1364 potvrzen císařem Karlem IV. a roku 1580 říšským komorním soudem. Roku 1473 byla v Trevíru založena vysoká škola, která byla roku 1797 za Napoleona zrušena.

### Novověk až do druhé světové války
Roku 1512 se v Trevíru uskutečnil říšský sněm, na kterém byly pevně stanoveny říšské obvody. Během třicetileté války byl Trevír dvakrát dobyt, roku 1634 Španěly a 18. listopadu 1645 Francouzi.
Ve válce francouzského krále Ludvíka XIV. s Nizozemskem se snažil být trevírský kurfiřt neutrální, ale neúspěšně. Po měsíčním obléhání obsadily francouzské jednotky 8. září 1673 město. Počátkem následujícího roku se francouzské velení rozhodlo město opevnit a za tímto účelem byly zbourány osamoceně stojící budovy klášterů a jiných světských budov jako např. Barbarathermen (římské lázně). Roku 1675 se město od Francouzů osvobodilo. Další obsazení města Francouzi byla v letech 1684, 1688, 1702/1704 a 1705/1714.
Dne 9. srpna roku 1794 se stal Trevír součástí revoluční Francie, čímž skončila světská vláda trevírského arcibiskupa. V mírové smlouvě z Campo Formio uznal František II. Rýn jako východní hranici Francie. Trevír získal po obsazení Francouzi přístup k francouzskému trhu.
Po podepsání mírové smlouvy v Lunéville (1801) patřilo území na levém břehu Rýna i v oblasti občansko-právní k Francii. Po uskutečnění tohoto kroku obdrželi obyvatelé Tervíru francouzské státní občanství a s tím spojená práva. Po velkém útisku po obsazení roku 1794 nastalo období vnitřního míru a hospodářského vzestupu. Po porážce Napoleona 6. ledna roku 1814 přešel Trevír pod správu Pruska.
V 19. století se město rozšířilo za středověké hradby, které měly krátkodobě význam, protože se u vstupních bran vybírala daň z obilí a řeznických výrobků. Tato daň byla zavedena roku 1820 a byla významným zdrojem peněz pro město. V roce 1875 byla nahrazena jinou daní, která nevyžadovala dovozní kontroly, což mělo za důsledek postupné bourání středověkých hradeb. Dne 3. prosince povolil ministr kultury zbourání hradeb – to požadovala velká část obyvatelstva. Do roku 1876/1877 byly zbourány čtyři městské brány. Hradbami zůstala před obyvatelstvem chráněna jen některá zařízení armády jako cvičiště (dnešní Palastgarten a Kaiserthermen – císařské lázně) s částmi Südallee a úřadu pro zásobování. Do konce 19. století zmizely všechny další zbytky hradeb, což umožnilo další rozvoj města.
Po skončení první světové války v roce 1918 se z Trevíru stáhla pruská vojska. Byla nahrazena francouzskou posádkou, která se stáhla až v roce 1930.

### Druhá světová válka
Nacionálními socialisty zřízená kasárna na kopci Petrisberg byla přeměněna na zajatecký tábor STALAG XII, ve kterém byli umístěni hlavně francouzští zajatci. Od září 1944 bylo město nedaleko fronty a bylo skoro denně ostřelováno spojeneckým dělostřelectvem. V prosinci 1944 byly na město provedeny 3 těžké nálety bombardovacích letadel, při nichž zahynulo asi 420 lidí a bylo poškozeno mnoho budov. Během války bylo 1600 domů zcela zničeno. Dne 2. března 1945 bylo město po slabém odporu dobyto spojenci.

## Doprava
- Dálnice A 64 spojuje Trevír s Lucemburkem. V blízkosti města probíhá dálnice A 1 ze Saarbrücken do Kolína, napojená na dálnicí A 602.
- Z hlavního nádraží je přímé železniční spojení na sever do Koblenze a Kolína, na jih a západ do Lucemburku, do Saarbrücken a do Met.
- Nejbližší letiště jsou Lucemburk (40 km) a Frankfurt nad Mohanem (70 km).
- Městskou dopravu obstarávají autobusy.

## Pamětihodnosti
- Porta Nigra, římská brána z konce 2. století (Nordallee). Jediná zachovaná ze čtyř bran římského města.
- Římské lázně, zříceniny Císařských a Barbořiných lázní
- Konstantinova bazilika (po roce 300), císařský zasedací sál, dnes protestantský kostel.
- Katedrála svatého Petra, trojlodní románská bazilika se dvěma věžemi v průčelí. Postavena na místě starších kostelů roku 1196, v gotice a v baroku upravována.
- Kostel Panny Marie (Liebfrauenkirche), raně gotická stavba na půdorysu řeckého kříže s centrální věží, dokončená kolem 1260.
- Římský amfiteátr pro 18 tisíc diváků (kolem roku 100)
- Most přes Moselu ze 2. století
- Opatský kostel svatého Matěje, románská bazilika s plochou věží v průčelí (12. století) s údajným hrobem apoštola Matěje
- Gotický farní kostel sv. Gandolfa ze 14. století s věží, barokně upravený
- Barokní kostel sv. Paulina z roku 1753 podle plánů J. B. Neumanna na místě biskupského kostela ze 4. století
- Dva šlapací přístavní jeřáby z 15. a 18. století
- Starý židovský hřbitov (Weidegasse)
- Rheinisches Landesmuseum, římská archeologie
- Muzeum Karla Marxe v jeho rodném domě
- Pomník Karla Marxe, dar Číny městu u příležitosti jubilea 200 let od Marxova narození. Pomník byl odhalen 5. května 2018.[3]
- Muzeum hraček

## Slavní rodáci
- Svatý Ambrož (340-397), arcibiskup v Miláně
- Ursula Krechelová (* 1947), německá spisovatelka
- Karl Marx (1818-1883), filosof a revolucionář

## Partnerská města
- Mety, Francie
- Ascoli Piceno, Itálie
- Gloucester, Velká Británie
- 's-Hertogenbosch, Nizozemsko
- Pula, Chorvatsko
- Fort Worth, USA
- Výmar, Německo
- Nagaoka, Japonsko

## Fotogalerie

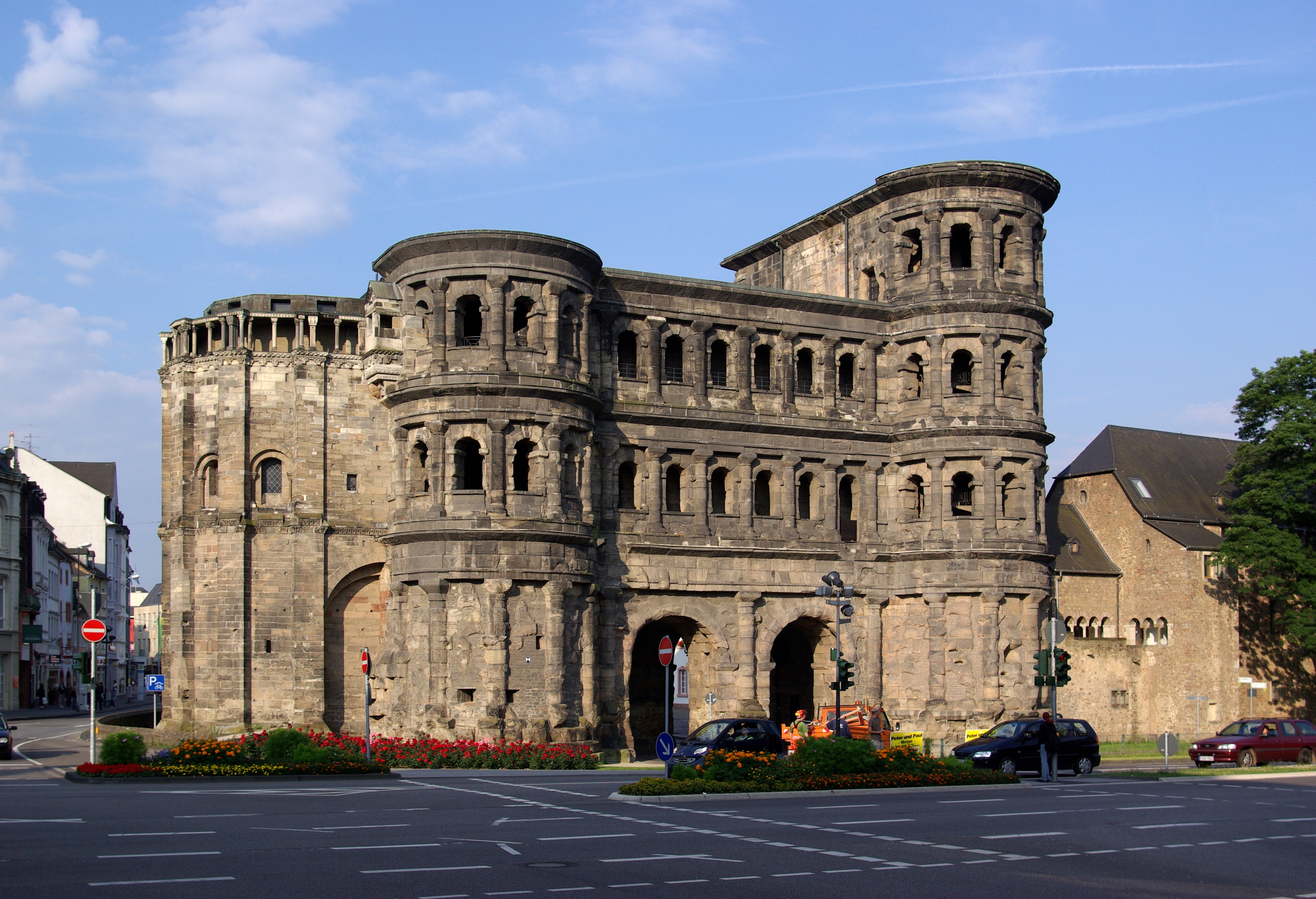
Porta Nigra (před 200)
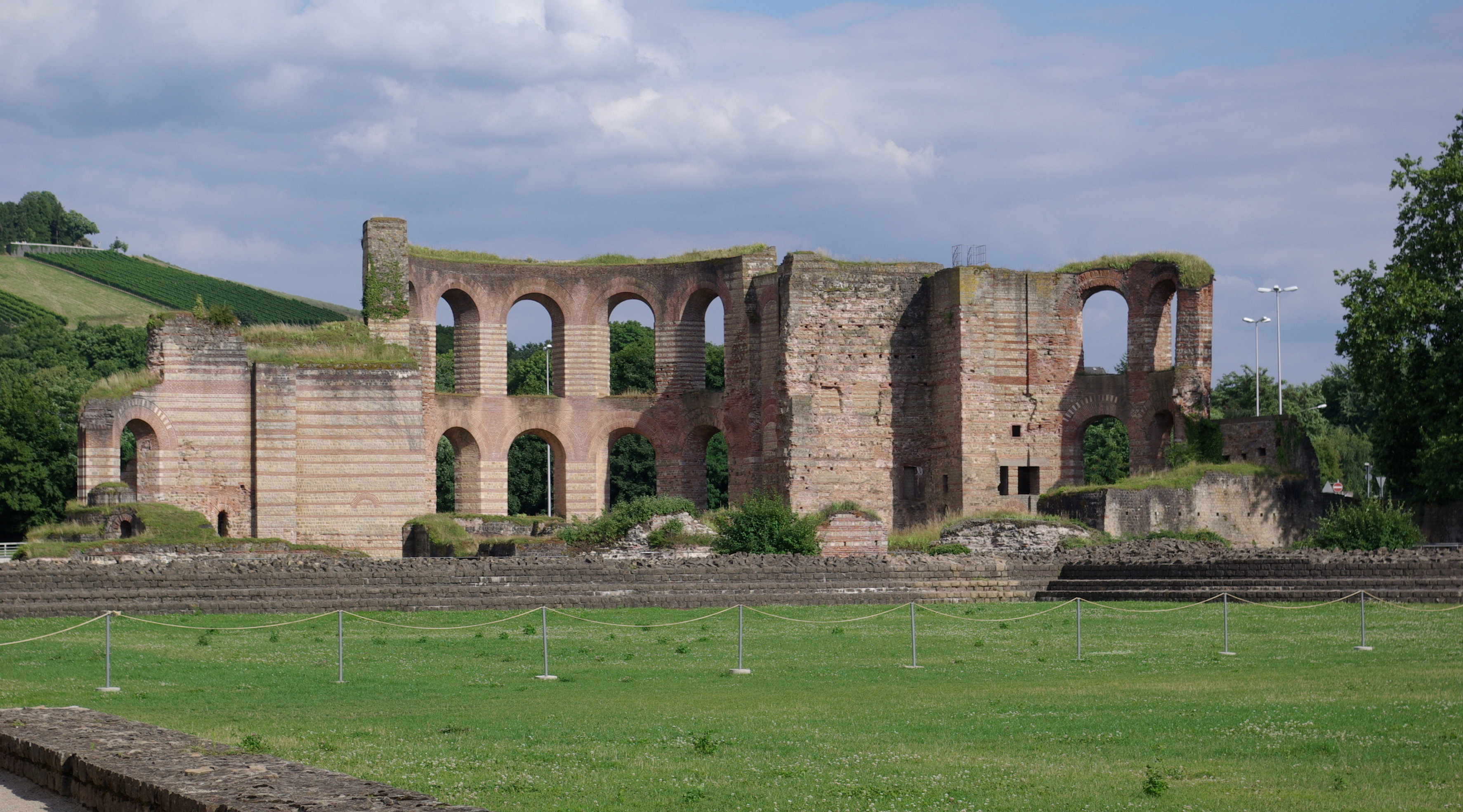
Císařské lázně
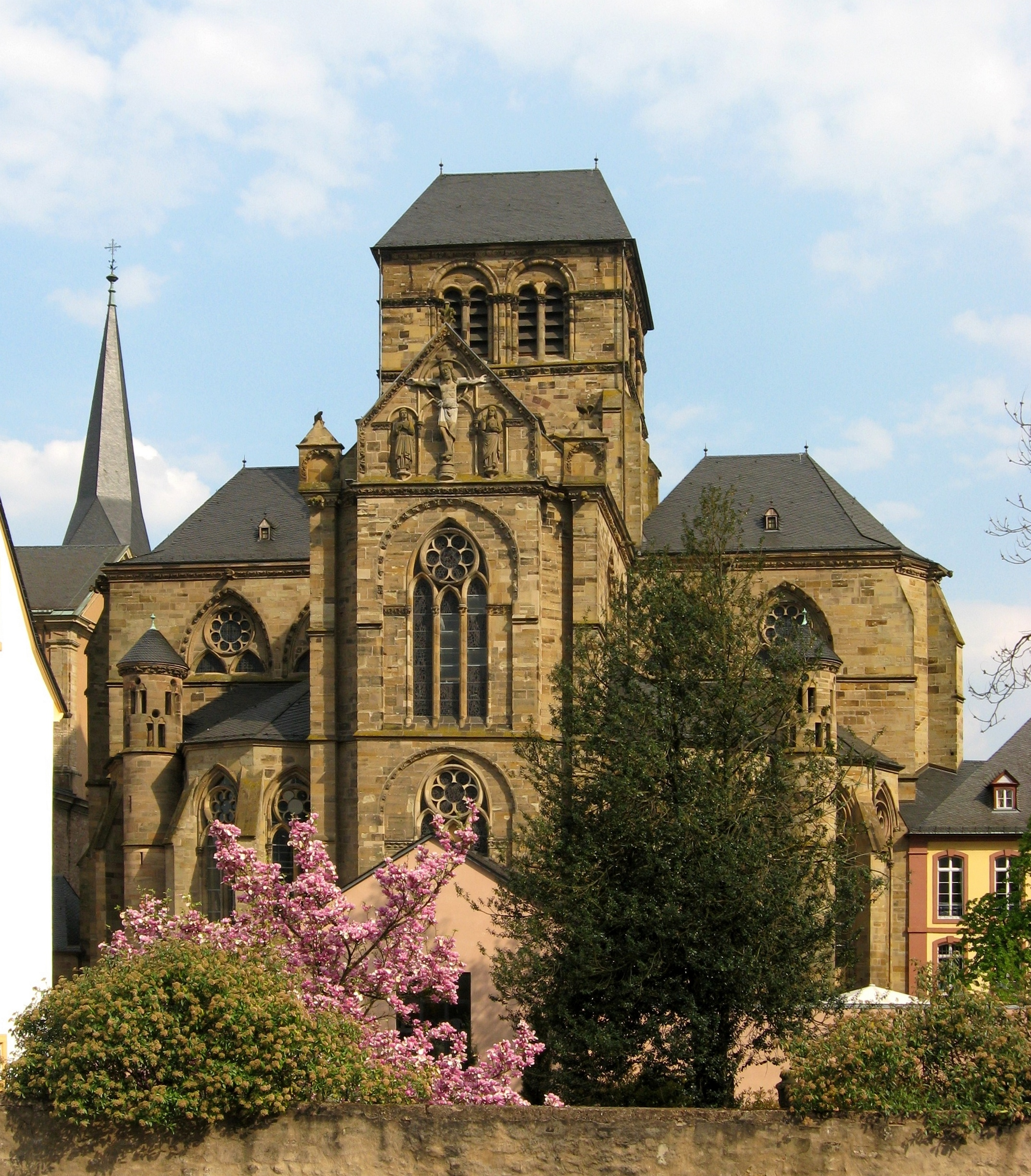
Kostel P. Marie
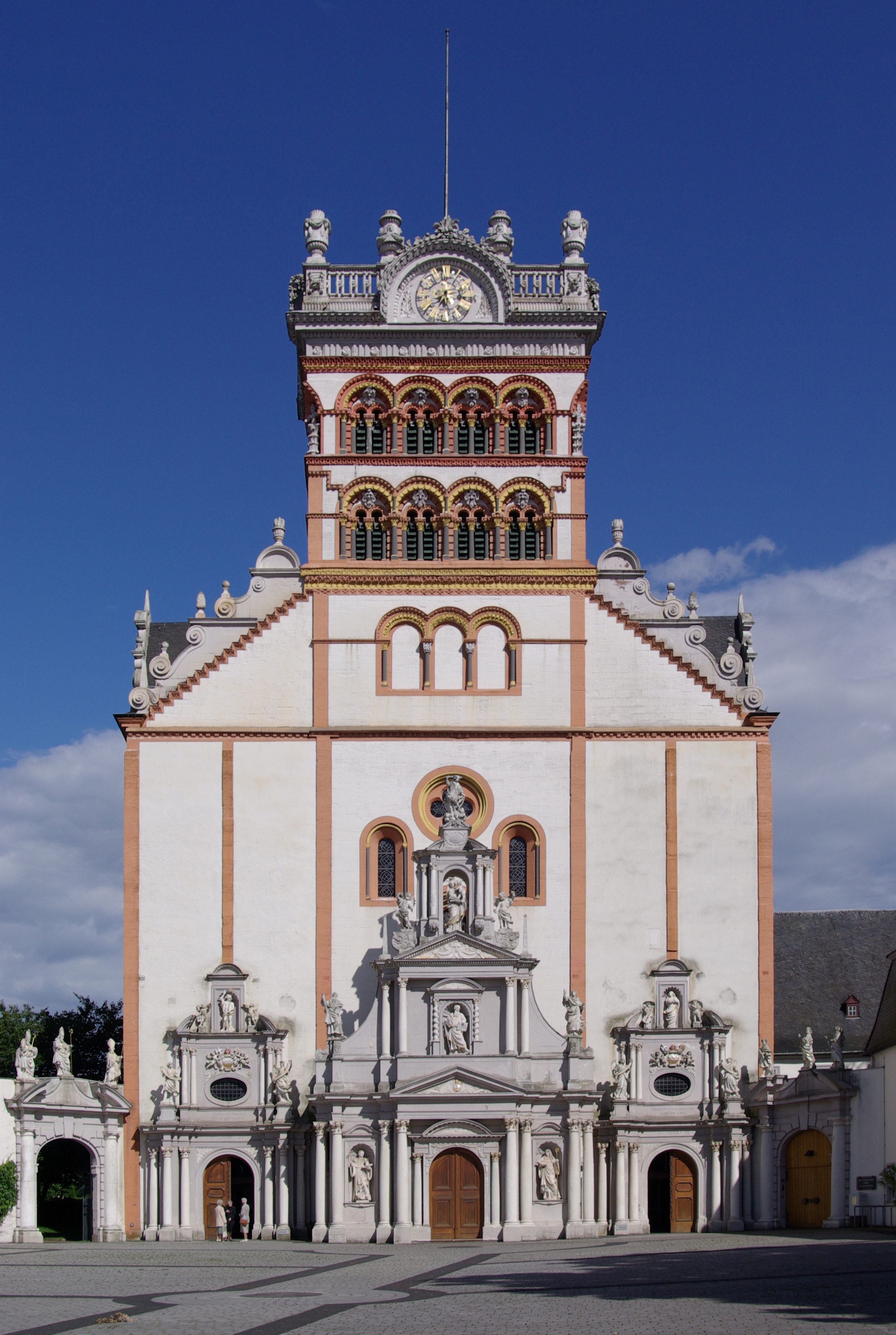
Kostel sv. Matěje
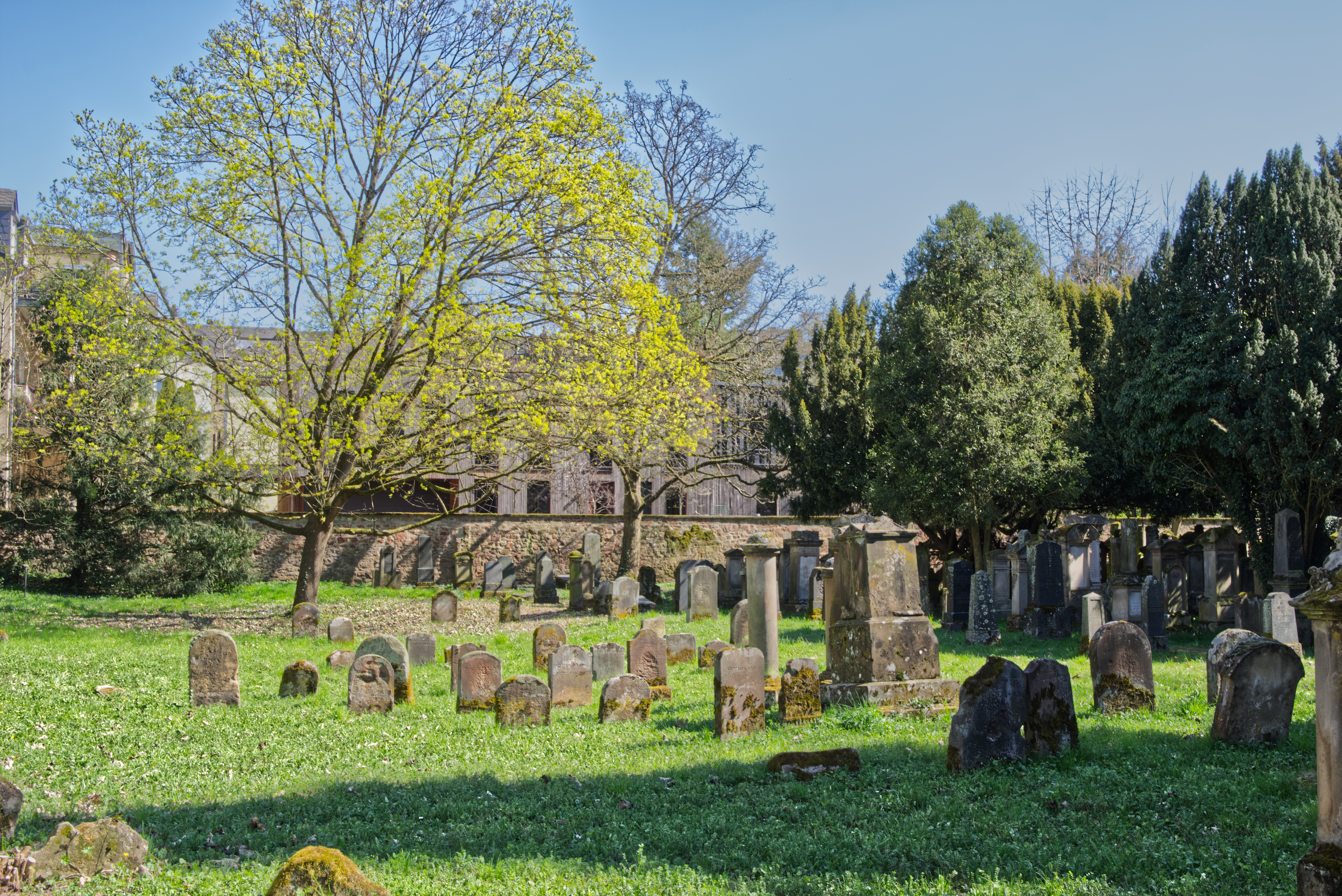
Starý židovský hřbitov
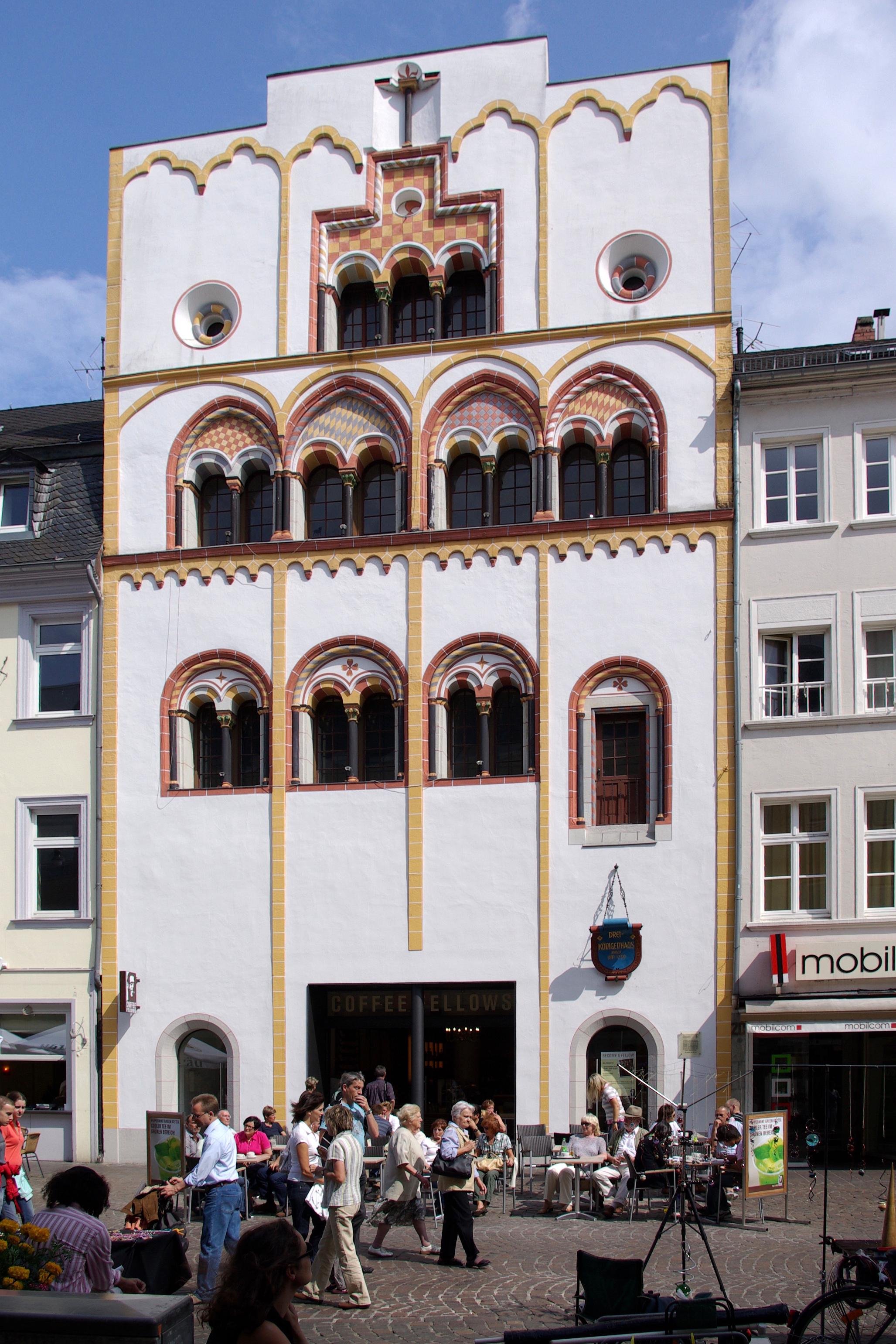
„Dům u tří králů“, středověký obytný dům
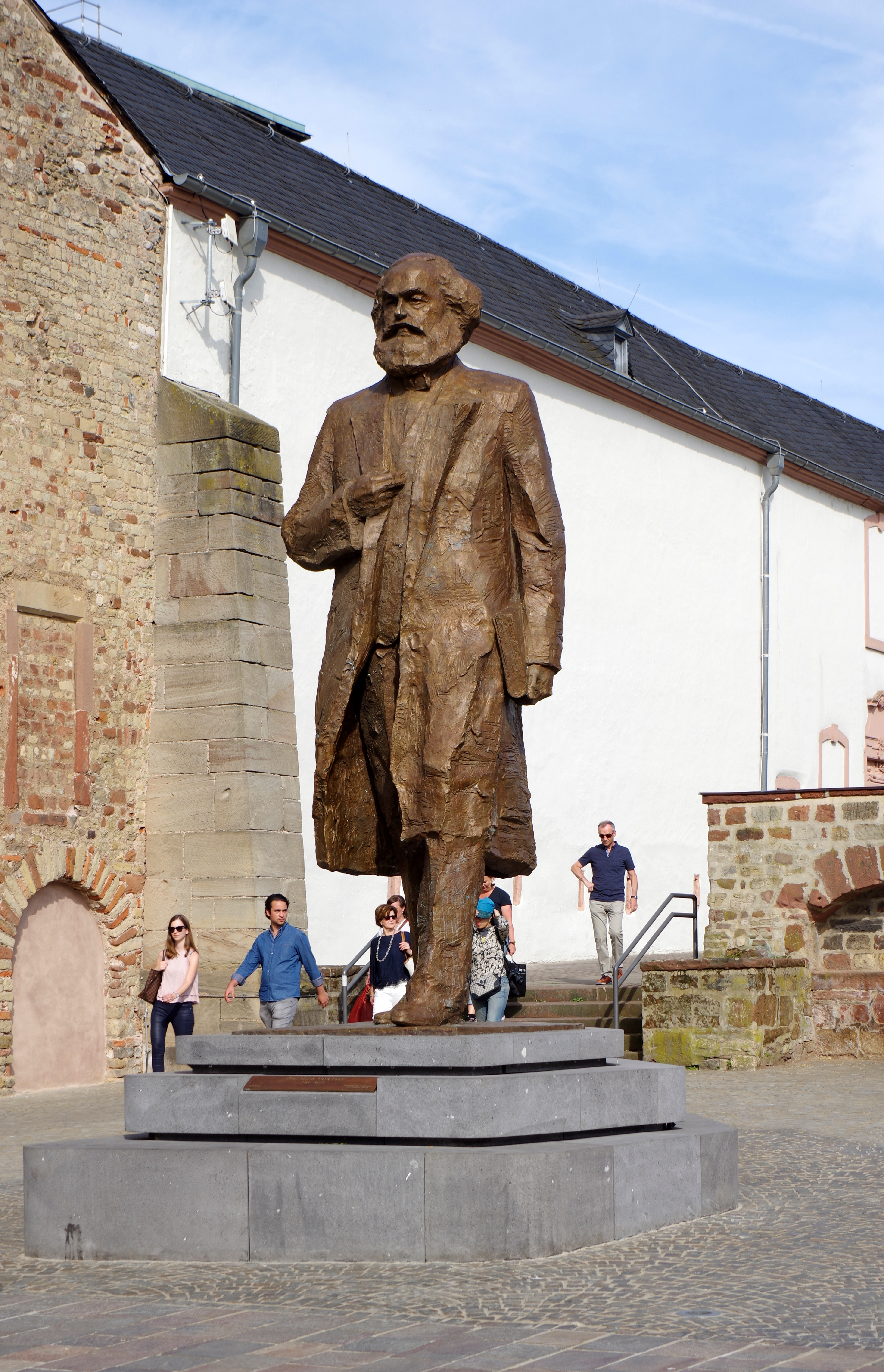
Pomník K. Marxe